# José Maria da Costa e Silva

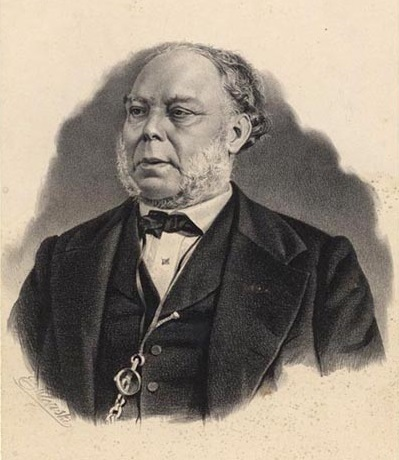
Costa e Silva

José Maria da Costa e Silva (Lisboa, 15 de Agosto de 1788 — 25 de Abril de 1854) foi um poeta português, escritor teatral, crítico e historiador da literatura.

## Obras
"Em 20 anos escreveu (entre traduções, adaptações e originais) mais de 200 peças."
- O Passeio: poema descriptivo (Lisboa, 1816)
- Isabel, ou, A heroina de Aragom: poema (Impressão Regia, 1832)
- O Espectro, ou, A baroneza de Gaia: poema (1838)
- Os argonautas: poema de Apollonio Rhodio (1852)
- Ensaio Biográfico-Crítico sobre os Melhores Poetas Portugueses (1850–1855)